# Дискографія Stray Kids
Південнокорейський бой-бенд Stray Kids випустив чотири студійні альбоми (три корейських і один японський), чотири збірники, одне перевидання, одинадцять мініальбомів (дев'ять корейських і два японських), два синглових альбоми та двадцять дев'ять синглів. Станом на жовтень 2022 року Stray Kids продали понад 10 мільйонів альбомів, що складаються з 9 400 000 копій корейських релізів і 820 000 японських релізів. Міжнародна федерація фонографічної індустрії (IFPI) визнала Stray Kids сьомим найпродаванішим виконавцем 2022 року.

## Альбоми

### Студійні альбоми
| Go Live                                                                          | - Реліз: 17 червня 2020 - Лейбл: JYP - Формат: CD, DL, стриминг                     | 1            | —            | —            | 54           | 13           | 6            | —            | —            | —            | 4            | - Південна Корея: 701,714 - Японія: 46,090                                 | - KMCA: 2× Platinum                          |
| Noeasy                                                                           | - Реліз: 23 серпня 2021 - Лейбл: JYP - Формат: CD, DL, стриминг                     | 1            | 14           | —            | —            | 64           | 2            | —            | —            | —            | 5            | - Південна Корея: 1,732,684 - Японія: 54,169 - США: 16,100                 | - KMCA: Million                              |
| The Sound                                                                        | - Реліз: 22 лютого 2023 - Лейбл: Epic Japan - Формат: CD, CD+BD, DL, стриминг       | —            | —            | —            | —            | —            | 1            | —            | —            | —            | —            | - Японія: 466,032                                                          | - RIAJ: 2× Platinum (Фіз.)                   |
| 5-Star                                                                           | - Реліз: 2 червня 2023 - Лейбл: JYP, Republic - Формат: CD, DL, стриминг            | 1            | 2            | 10           | 1            | 2            | 2            | 7            | 40           | 1            | 1            | - Південна Корея: 5,242,486 - Японія: 199,165 - США: 526,000 - : 5,300,000 | - KMCA: 5× Million - RIAA: Gold - SNEP: Gold |
| Giant                                                                            | - Реліз: 13 листопада 2024 - Лейбл: Epic Japan - Формат: CD, CD+BD, DL, стримінг    | —            | —            | —            | —            | —            | 1            | —            | —            | —            | —            | - Японія: 509,279                                                          | - RIAJ: 2× Platinum (Фіз.)                   |
| Karma                                                                            | - Заплановано: 22 серпня 2025 - Лейбл: JYP, Republic - Формат: CD, LP, DL, стримінг | В очікуванні | В очікуванні | В очікуванні | В очікуванні | В очікуванні | В очікуванні | В очікуванні | В очікуванні | В очікуванні | В очікуванні | В очікуванні                                                               | В очікуванні                                 |
| «—» релізи, що не потрапили у чарти або не були випущені у відповідних регіонах. |                                                                                     |              |              |              |              |              |              |              |              |              |              |                                                                            |                                              |

### Збірки
| Назва                                                                            | Деталі | Пікові позиції у чартах | Пікові позиції у чартах | Пікові позиції у чартах | Продажі                        | Сертифікації        |
| Назва                                                                            | Деталі | JPN                     | UK DL                   | US World                | Продажі                        | Сертифікації        |
| -------------------------------------------------------------------------------- | --- | ----------------------- | ----------------------- | ----------------------- | ------------------------------ | ------------------- |
| Unveil Stray Kids                                                                | - Реліз: 19 вересня 2019 - Лейбл: Epic Japan - Формат: DL, стриминг Трек-лист 1. «Hellevator» 2. «District 9» 3. «My Pace» 4. «I Am You» 5. «Get Cool» 6. «Miroh» 7. «Victory Song» 8. «Side Effects» 9. «Grow Up» | —                       | —                       | —                       |                                |                     |
| SKZ2020                                                                          | - Реліз: 18 березня 2020 - Лейбл: Epic Japan - Формат: CD, CD+DVD, CS, DL, стриминг | 3                       | —                       | 14                      | - Японія: 100,000 - США: 1,000 | - RIAJ: Gold (phy.) |
| SKZ2021                                                                          | - Реліз: 23 грудня 2021 - Лейбл: JYP - Формат: DL, стриминг | —                       | —                       | —                       | - Японія: 959                  |                     |
| SKZ-Replay                                                                       | - Реліз: 21 грудня 2022 - Лейбл: JYP, Republic - Формат: DL, стриминг | —                       | 28                      | 11                      | - Японія: 2,566                |                     |
| «—» релізи, що не потрапили у чарти або не були випущені у відповідних регіонах. | |                         |                         |                         |                                |                     |

### Перевидання
| Назва   | Деталі                                                           | Пікові позиції у чартах | Пікові позиції у чартах | Пікові позиції у чартах | Пікові позиції у чартах | Продажі                                | Сертифікації        |
| Назва   | Деталі                                                           | KOR                     | UK DL                   | US Heat.                | US World                | Продажі                                | Сертифікації        |
| ------- | ---------------------------------------------------------------- | ----------------------- | ----------------------- | ----------------------- | ----------------------- | -------------------------------------- | ------------------- |
| In Life | - Реліз: 14 вересня 2020 - Лейбл: JYP - Формат: CD, DL, стриминг | 1                       | 53                      | 4                       | 4                       | - Південна Корея: 768,023 - США: 8,000 | - KMCA: 3× Platinum |

## Мініальбоми
| Mixtape                                                                          | - Реліз: 8 січня 2018 - Лейбл: JYP - Формат: CD, DL, стриминг                              | 2 | —  | —  | —  | —  | 47 | —  | —  | — | 2 | - Південна Корея: 169,714 - Японія: 1,063                                  |                                 |
| I Am Not                                                                         | - Реліз: 26 березня 2018 - Лейбл: JYP - Формат: CD, DL, стриминг                           | 4 | —  | —  | —  | —  | 61 | —  | —  | — | 5 | - Південна Корея: 311,953 - Японія: 2,036                                  | - KMCA: Platinum                |
| I Am Who                                                                         | - Реліз: 6 серпня 2018 - Лейбл: JYP - Формат: CD, DL, стриминг                             | 3 | —  | —  | —  | —  | 34 | —  | —  | — | 5 | - Південна Корея: 284,366 - Японія: 1,474                                  | - KMCA: Platinum                |
| I Am You                                                                         | - Реліз: 22 жовтня 2018 - Лейбл: JYP - Формат: CD, DL, стриминг                            | 2 | —  | —  | —  | —  | 34 | —  | —  | — | 8 | - Південна Корея: 315,415 - Японія: 2,234 - США: 2,000                     | - KMCA: Platinum                |
| Clé 1: Miroh                                                                     | - Реліз: 25 березня 2019 - Лейбл: JYP - Формат: CD, DL, стриминг                           | 1 | —  | —  | —  | —  | 15 | —  | —  | — | 3 | - Південна Корея: 354,796 - Японія: 5,856 - США: 1,000                     | - KMCA: Platinum                |
| Clé 2: Yellow Wood                                                               | - Реліз: 19 червня 2019 - Лейбл: JYP - Формат: CD, DL, стриминг                            | 2 | —  | —  | —  | —  | 17 | —  | —  | — | 9 | - Південна Корея: 266,925 - Японія: 3,379                                  | - KMCA: Platinum                |
| Clé: Levanter                                                                    | - Реліз: 9 грудня 2019 - Лейбл: JYP - Формат: CD, DL, стриминг                             | 1 | —  | —  | —  | —  | 17 | —  | —  | — | 9 | - Південна Корея: 427,763 - Японія: 9,116                                  | - KMCA: Platinum                |
| All In                                                                           | - Реліз: 4 листопада 2020 - Лейбл: Epic Japan - Формат: CD, CD+DVD, DL, стриминг           | — | —  | —  | —  | —  | 2  | —  | —  | — | — | - Японія: 100,000                                                          | - RIAJ: Gold (phy.)             |
| Oddinary                                                                         | - Реліз: 18 березня 2022 - Лейбл: JYP, Republic - Формат: CD, DL, стриминг                 | 1 | 92 | 20 | —  | 43 | 4  | 33 | 95 | 1 | 1 | - Південна Корея: 1,899,385 - Японія: 64,464 - США: 204,000                | - KMCA: Million                 |
| Circus                                                                           | - Реліз: 22 червня 2022 - Лейбл: Epic Japan - Формат: CD, CD+DVD, DL, стриминг             | — | —  | —  | —  | —  | 2  | —  | —  | — | — | - Японія: 250,000                                                          | - RIAJ: Platinum (phy.)         |
| Maxident                                                                         | - Реліз: 7 жовтня 2022 - Лейбл: JYP, Republic - Формат: CD, DL, стриминг                   | 1 | 4  | 18 | 99 | 73 | 3  | 9  | 85 | 1 | 1 | - Південна Корея: 3,519,876 - Японія: 106,136 - США: 200,500               | - KMCA: 3× Million              |
| Social Path / Super Bowl (Japanese Ver.)                                         | - Реліз: 6 вересня 2023 - Лейбл: Epic Japan - Формат: CD, CD+BD, DL, стриминг              | — | —  | —  | —  | —  | 1  | —  | —  | — | — | - Японія: 578,967                                                          |                                 |
| Rock-Star                                                                        | - Реліз: 10 листопада 2023 - Лейбл: JYP, Republic - Формат: CD, DL, стриминг               | 1 | 2  | 21 | 2  | 2  | 1  | 11 | 69 | 1 | 1 | - Південна Корея: 4,256,838 - Японія: 224,114 - США: 381,000 - : 4,200,000 | - KMCA: 4× Million - RIAA: Gold |
| Ate                                                                              | - Реліз: 19 липня 2024 - Лейбл: JYP, Republic - Формат: CD, цифрове завантаження, стриминг | 1 | 2  | —  | —  | 2  | —  | 9  | 62 | — | — | - Південна Корея: 2,854,412 - Японія: 3,425                                |                                 |
| «—» релізи, що не потрапили у чарти або не були випущені у відповідних регіонах. |                                                                                            |   |    |    |    |    |    |    |    |   |   |                                                                            |                                 |

## Сингл-альбоми
| Назва                                                                            | Деталі                                                             | Пікові позиції у чартах | Пікові позиції у чартах | Продажі                   | Сертифікації        |
| Назва                                                                            | Деталі                                                             | KOR                     | US Heat.                | Продажі                   | Сертифікації        |
| -------------------------------------------------------------------------------- | ------------------------------------------------------------------ | ----------------------- | ----------------------- | ------------------------- | ------------------- |
| Step Out of Clé                                                                  | - Реліз: 24 січня 2020 - Лейбл: JYP - Формат: DL, стриминг         | —                       | —                       |                           |                     |
| Christmas EveL                                                                   | - Реліз: 29 листопада 2021 - Лейбл: JYP - Формат: CD, DL, стриминг | 1                       | 25                      | - Південна Корея: 862,394 | - KMCA: 3× Platinum |
| «—» релізи, що не потрапили у чарти або не були випущені у відповідних регіонах. |                                                                    |                         |                         |                           |                     |

## Сингли
| Назва                                                                            | Рік  | Пікові позиції у чартах | Пікові позиції у чартах | Пікові позиції у чартах | Пікові позиції у чартах | Пікові позиції у чартах | Пікові позиції у чартах | Пікові позиції у чартах | Пікові позиції у чартах | Пікові позиції у чартах | Пікові позиції у чартах | Сертифікації        | Альбом                                   |
| Назва                                                                            | Рік  | KOR                     | AUS                     | CAN                     | JPN                     | JPN Hot                 | NZ Hot                  | UK                      | US Bub.                 | US World                | WW                      | Сертифікації        | Альбом                                   |
| -------------------------------------------------------------------------------- | ---- | ----------------------- | ----------------------- | ----------------------- | ----------------------- | ----------------------- | ----------------------- | ----------------------- | ----------------------- | ----------------------- | ----------------------- | ------------------- | ---------------------------------------- |
| «Hellevator»                                                                     | 2017 | —                       | —                       | —                       | —                       | —                       | —                       | —                       | —                       | 6                       | —                       |                     | Mixtape                                  |
| «District 9»                                                                     | 2018 | —                       | —                       | —                       | —                       | —                       | —                       | —                       | —                       | 10                      | —                       |                     | I Am Not                                 |
| «My Pace»                                                                        | 2018 | —                       | —                       | —                       | —                       | 90                      | —                       | —                       | —                       | 8                       | —                       |                     | I Am Who                                 |
| «I Am You»                                                                       | 2018 | —                       | —                       | —                       | —                       | —                       | —                       | —                       | —                       | 19                      | —                       |                     | I Am You                                 |
| «Miroh»                                                                          | 2019 | —                       | —                       | —                       | —                       | —                       | —                       | —                       | —                       | 2                       | —                       |                     | Clé 1: Miroh                             |
| «Side Effects» (кор. 부작용)                                                     | 2019 | —                       | —                       | —                       | —                       | —                       | —                       | —                       | —                       | 16                      | —                       |                     | Clé 2: Yellow Wood                       |
| «Double Knot»                                                                    | 2019 | —                       | —                       | —                       | —                       | —                       | —                       | —                       | —                       | 4                       | —                       |                     | Clé: Levanter                            |
| «Neverending Story» (кор. 끝나지 않을 이야기)                                    | 2019 | —                       | —                       | —                       | —                       | —                       | —                       | —                       | —                       | 14                      | —                       |                     | Extraordinary You OST                    |
| «Levanter» (кор. 바람)                                                           | 2019 | —                       | —                       | —                       | —                       | —                       | —                       | —                       | —                       | 5                       | —                       |                     | Clé: Levanter                            |
| «Mixtape: Gone Days»                                                             | 2019 | —                       | —                       | —                       | —                       | —                       | —                       | —                       | —                       | 8                       | —                       |                     | Go Live                                  |
| «Mixtape: On Track» (кор. 바보라도 알아)                                         | 2020 | —                       | —                       | —                       | —                       | —                       | —                       | —                       | —                       | 13                      | —                       |                     | Go Live                                  |
| «Top»                                                                            | 2020 | —                       | —                       | —                       | 1                       | 8                       | —                       | —                       | —                       | 10                      | —                       | - RIAJ: Gold (phy.) | Go Live and All In                       |
| «God's Menu» (кор. 神메뉴)                                                       | 2020 | —                       | —                       | —                       | —                       | —                       | 24                      | —                       | —                       | 4                       | —                       |                     | Go Live                                  |
| «Hello Stranger»                                                                 | 2020 | —                       | —                       | —                       | —                       | —                       | —                       | —                       | —                       | 21                      | —                       |                     | Pop Out Boy! OST Part 1                  |
| «Back Door»                                                                      | 2020 | —                       | —                       | —                       | —                       | —                       | 23                      | —                       | —                       | 2                       | 169                     |                     | In Life                                  |
| «All In»                                                                         | 2020 | —                       | —                       | —                       | —                       | 67                      | —                       | —                       | —                       | 21                      | —                       |                     | All In                                   |
| «Going Dumb» (with Alesso and Corsak)                                            | 2021 | —                       | —                       | —                       | —                       | —                       | —                       | —                       | —                       | —                       | —                       |                     | Сингл без альбому                        |
| «Mixtape: Oh» (кор. 애)                                                          | 2021 | —                       | —                       | —                       | —                       | —                       | —                       | —                       | —                       | 1                       | —                       |                     | Noeasy                                   |
| «Thunderous» (кор. 소리꾼)                                                       | 2021 | 33                      | —                       | —                       | 2                       | 66                      | —                       | —                       | —                       | 3                       | 80                      | - RIAJ: Gold (phy.) | Noeasy and The Sound                     |
| «Scars»                                                                          | 2021 | —                       | —                       | —                       | 2                       | 2                       | —                       | —                       | —                       | 7                       | —                       | - RIAJ: Gold (phy.) | The Sound                                |
| «Christmas EveL»                                                                 | 2021 | 114                     | —                       | —                       | —                       | —                       | —                       | —                       | —                       | 10                      | —                       |                     | Christmas EveL                           |
| «Winter Falls»                                                                   | 2021 | 151                     | —                       | —                       | —                       | —                       | —                       | —                       | —                       | —                       | —                       |                     | Christmas EveL                           |
| «Maniac»                                                                         | 2022 | 29                      | 79                      | 79                      | 28                      | 21                      | 4                       | 98                      | 19                      | 1                       | 21                      | - RIAJ: Gold (st.)  | Oddinary                                 |
| «Your Eyes»                                                                      | 2022 | —                       | —                       | —                       | —                       | 68                      | —                       | —                       | —                       | —                       | —                       |                     | Circus                                   |
| «Circus»                                                                         | 2022 | —                       | —                       | —                       | 43                      | 47                      | 29                      | —                       | —                       | —                       | —                       |                     | Circus                                   |
| «Mixtape: Time Out»                                                              | 2022 | —                       | —                       | —                       | —                       | —                       | —                       | —                       | —                       | 4                       | —                       |                     | 5-Star                                   |
| «Case 143»                                                                       | 2022 | 20                      | —                       | —                       | 20                      | 14                      | 10                      | —                       | —                       | 1                       | 59                      | - RIAJ: Gold (st.)  | Maxident                                 |
| «The Sound»                                                                      | 2023 | —                       | —                       | —                       | 26                      | 34                      | —                       | —                       | —                       | 11                      | —                       |                     | The Sound                                |
| «S-Class» (кор. 특)                                                              | 2023 | 34                      | 67                      | 96                      | 10                      | 8                       | 8                       | 100                     | 19                      | 2                       | 24                      |                     | 5-Star                                   |
| «Super Bowl»                                                                     | 2023 | —                       | —                       | —                       | —                       | 56                      | 24                      | —                       | —                       | 13                      | —                       |                     | Social Path / Super Bowl (Japanese Ver.) |
| «Social Path» (featuring LiSA)                                                   | 2023 | —                       | —                       | —                       | 27                      | 27                      | 29                      | —                       | —                       | —                       | —                       |                     | Social Path / Super Bowl (Japanese Ver.) |
| «Lalalala» (락 (樂))                                                             | 6    | 64                      | 65                      | 8                       | 9                       | 8                       | 44                      | 90                      | 1                       | 10                      |                         | Rock-Star           |                                          |
| «Lose My Breath» (featuring Charlie Puth)                                        | 2024 | —                       | —                       | —                       | 23                      | 27                      | 13                      | 97                      | 90                      | —                       | 35                      |                     | Сингл без альбому                        |
| «Chk Chk Boom»                                                                   | 2024 | 25                      | —                       | —                       | 43                      | 37                      | 1                       | 30                      | —                       | —                       | —                       |                     | Ate                                      |
| «—» релізи, що не потрапили у чарти або не були випущені у відповідних регіонах. |      |                         |                         |                         |                         |                         |                         |                         |                         |                         |                         |                     |                                          |

## Інші пісні у чартах
| Назва                                                                            | Рік  | Пікові позиції у чартах | Пікові позиції у чартах | Пікові позиції у чартах | Пікові позиції у чартах | Пікові позиції у чартах | Пікові позиції у чартах | Альбом                                       |
| Назва                                                                            | Рік  | KOR                     | JPN Cmb.                | JPN Hot                 | NZ Hot                  | US World                | WW Excl. US             | Альбом                                       |
| -------------------------------------------------------------------------------- | ---- | ----------------------- | ----------------------- | ----------------------- | ----------------------- | ----------------------- | ----------------------- | -------------------------------------------- |
| «Slump»                                                                          | 2020 | —                       | —                       | —                       | —                       | 17                      | —                       | Go Live and All In                           |
| «The Tortoise and the Hare» (кор. 토끼와 거북이)                                 | 2020 | —                       | —                       | —                       | —                       | 20                      | —                       | In Life                                      |
| «B Me»                                                                           | 2020 | —                       | —                       | —                       | —                       | 15                      | —                       | In Life                                      |
| «Any» (кор. 아니)                                                                | 2020 | —                       | —                       | —                       | —                       | 13                      | —                       | In Life                                      |
| «Ex» (кор. 미친 놈)                                                              | 2020 | —                       | —                       | —                       | —                       | 17                      | —                       | In Life                                      |
| «We Go»                                                                          | 2020 | —                       | —                       | —                       | —                       | 10                      | —                       | In Life                                      |
| «Wow»                                                                            | 2020 | —                       | —                       | —                       | —                       | 12                      | —                       | In Life                                      |
| «My Universe»                                                                    | 2020 | —                       | —                       | —                       | —                       | 21                      | —                       | In Life                                      |
| «Wolfgang»                                                                       | 2021 | 138                     | —                       | —                       | —                       | 4                       | 109                     | Kingdom <Final: Who Is the King?> та Noeasy  |
| «Cheese»                                                                         | 2021 | —                       | —                       | —                       | —                       | 14                      | —                       | Noeasy                                       |
| «Domino»                                                                         | 2021 | —                       | —                       | —                       | —                       | 11                      | —                       | Noeasy                                       |
| «Ssick» (кор. 씩)                                                                | 2021 | —                       | —                       | —                       | —                       | 22                      | —                       | Noeasy                                       |
| «The View»                                                                       | 2021 | —                       | —                       | —                       | —                       | 18                      | —                       | Noeasy                                       |
| «Sorry, I Love You» (кор. 좋아해서 미안)                                         | 2021 | —                       | —                       | —                       | —                       | 24                      | —                       | Noeasy                                       |
| «Silent Cry»                                                                     | 2021 | —                       | —                       | —                       | —                       | —                       | —                       | Noeasy                                       |
| «Secret Secret» (кор. 말할 수 없는 비밀)                                         | 2021 | —                       | —                       | —                       | —                       | —                       | —                       | Noeasy                                       |
| «Star Lost»                                                                      | 2021 | —                       | —                       | —                       | —                       | —                       | —                       | Noeasy                                       |
| «Red Lights» (кор. 강박)                                                         | 2021 | —                       | —                       | —                       | —                       | 13                      | —                       | Noeasy                                       |
| «Surfin'»                                                                        | 2021 | —                       | —                       | —                       | —                       | —                       | —                       | Noeasy                                       |
| «Gone Away»                                                                      | 2021 | —                       | —                       | —                       | —                       | —                       | —                       | Noeasy                                       |
| «Call»                                                                           | 2021 | —                       | —                       | 93                      | —                       | —                       | —                       | Scars / Thunderous (Japanese ver.)           |
| «24 to 25»                                                                       | 2021 | —                       | —                       | —                       | —                       | —                       | —                       | Christmas EveL                               |
| «Venom» (кор. 거미줄)                                                            | 2022 | —                       | —                       | —                       | 26                      | 7                       | 164                     | Oddinary                                     |
| «Charmer»                                                                        | 2022 | —                       | —                       | —                       | 31                      | 10                      | —                       | Oddinary                                     |
| «Freeze» (кор. 땡)                                                               | 2022 | —                       | —                       | —                       | 36                      | 14                      | —                       | Oddinary                                     |
| «Lonely St.»                                                                     | 2022 | —                       | —                       | —                       | —                       | —                       | —                       | Oddinary                                     |
| «Waiting for Us» (кор. 피어난다)                                                 | 2022 | —                       | —                       | —                       | —                       | —                       | —                       | Oddinary                                     |
| «Muddy Water»                                                                    | 2022 | —                       | —                       | —                       | —                       | —                       | —                       | Oddinary                                     |
| «Heyday»                                                                         | 2022 | —                       | —                       | —                       | —                       | 13                      | —                       | Street Man Fighter Original Vol.4 Crew Songs |
| «Chill» (кор. 식혀)                                                              | 2022 | —                       | —                       | —                       | —                       | —                       | —                       | Maxident                                     |
| «Give Me Your TMI»                                                               | 2022 | —                       | —                       | —                       | —                       | —                       | —                       | Maxident                                     |
| «Super Board»                                                                    | 2022 | —                       | —                       | —                       | —                       | —                       | —                       | Maxident                                     |
| «3Racha»                                                                         | 2022 | —                       | —                       | —                       | 24                      | 13                      | —                       | Maxident                                     |
| «Taste»                                                                          | 2022 | —                       | —                       | —                       | 23                      | 9                       | —                       | Maxident                                     |
| «Can't Stop» (кор. 나 너 좋아하나봐)                                             | 2022 | —                       | —                       | —                       | —                       | —                       |                         | Maxident                                     |
| «Fam» (Korean version)                                                           | 2022 | —                       | —                       | —                       | —                       | —                       | —                       | SKZ-Replay                                   |
| «Limbo» (кор. 나지막이)                                                          | 2022 | —                       | —                       | —                       | —                       | —                       | —                       | SKZ-Replay                                   |
| «Love Untold»                                                                    | 2022 | —                       | —                       | —                       | —                       | —                       | —                       | SKZ-Replay                                   |
| «Deep End»                                                                       | 2022 | —                       | —                       | —                       | —                       | —                       | —                       | SKZ-Replay                                   |
| «Stars and Raindrops» (кор. 내려요)                                              | 2022 | —                       | —                       | —                       | —                       | —                       | —                       | SKZ-Replay                                   |
| «There»                                                                          | 2023 | —                       | 38                      | 54                      | —                       | —                       | —                       | The Sound                                    |
| «Hall of Fame» (кор. 위인전)                                                     | 2023 | —                       | —                       | —                       | —                       | 11                      | —                       | 5-Star                                       |
| «Item»                                                                           | 2023 | —                       | —                       | —                       | 26                      | 15                      | —                       | 5-Star                                       |
| «Topline» (featuring Tiger JK)                                                   | 2023 | —                       | —                       | —                       | 19                      | 8                       | 186                     | 5-Star                                       |
| «DLC»                                                                            | 2023 | —                       | —                       | —                       | —                       | —                       | —                       | 5-Star                                       |
| «Get Lit» (кор. 죽어보자)                                                        | 2023 | —                       | —                       | —                       | —                       | —                       | —                       | 5-Star                                       |
| «Collision» (кор. 충돌)                                                          | 2023 | —                       | —                       | —                       | —                       | —                       | —                       | 5-Star                                       |
| «FNF»                                                                            | 2023 | —                       | —                       | —                       | —                       | —                       | —                       | 5-Star                                       |
| «Youtiful»                                                                       | 2023 | —                       | —                       | —                       | —                       | —                       | —                       | 5-Star                                       |
| «Butterflies»                                                                    | 2023 | —                       | —                       | —                       | —                       | 14                      | —                       | Social Path / Super Bowl (Japanese Ver.)     |
| «—» релізи, що не потрапили у чарти або не були випущені у відповідних регіонах. |      |                         |                         |                         |                         |                         |                         |                                              |

## Відеографія

### Відеоальбоми
| Назва                                               | Деталі                                                                              |
| --------------------------------------------------- | ----------------------------------------------------------------------------------- |
| Stray Kids World Tour «District 9: Unlock» in Seoul | - Реліз: 27 січня 2021 - Лейбл: JYP - Format: DVD, BD                               |
| Stray Kids 2nd World Tour «Maniac» in Seoul         | - Реліз: - 8 серпня 2023 (DVD) - 31 серпня 2023 (BD) - Лейбл: JYP - Формат: DVD, BD |

### Музичні відео
| Назва                           | Рік  | Режисер(и)                     | Прим.   |
| ------------------------------- | ---- | ------------------------------ | ------- |
| «Hellevator»                    | 2017 | OJun Kwon (AR Film)            | [ 129 ] |
| «District 9»                    | 2018 | Yong-soo Kim (Highqualityfish) | [ 130 ] |
| «Grow Up»                       | 2018 | Jimmy (BS Pictures)            | [ 131 ] |
| «My Pace»                       | 2018 | Yong-soo Kim (Highqualityfish) | [ 132 ] |
| «Awkward Silence»               | 2018 | Jimmy (VIA)                    | [ 133 ] |
| «Mixtape#2»                     | 2018 | Невідомий                      |         |
| «I Am You»                      | 2018 | Yong-soo Kim (Highqualityfish) | [ 134 ] |
| «Mixtape#3»                     | 2018 | Jimmy (VIA)                    | [ 135 ] |
| «Get Cool»                      | 2018 | Jimmy (VIA)                    | [ 136 ] |
| «Miroh»                         | 2019 | Dirextor Kim (Highqualityfish) | [ 137 ] |
| «19»                            | 2019 | Kinotaku                       | [ 138 ] |
| «Chronosaurus»                  | 2019 | Kinotaku                       | [ 139 ] |
| «Side Effects»                  | 2019 | Dirextor Kim (Highqualityfish) | [ 140 ] |
| «TMT»                           | 2019 | Jimmy (VIA)                    | [ 141 ] |
| «Double Knot»                   | 2019 | Jimmy (VIA)                    | [ 142 ] |
| «Astronaut»                     | 2019 | Pinklabel Visual               | [ 143 ] |
| «Levanter»                      | 2019 | Ziyong Kim (FantazyLab)        | [ 144 ] |
| «You Can Stay»                  | 2019 | Novvkim                        | [ 145 ] |
| «Mixtape: Gone Days»            | 2019 | Kinotaku                       | [ 146 ] |
| «Levanter» (Japanese version)   | 2020 | Ziyong Kim (FantazyLab)        | [ 144 ] |
| «Mixtape: On Track»             | 2020 | Lee Sang-duk                   | [ 147 ] |
| «Slump» (Japanese version)      | 2020 | Unknown                        |         |
| «Top» (Japanese version)        | 2020 | Oui Kim (OUI)                  | [ 148 ] |
| «God's Menu»                    | 2020 | Bang Jae-yeob                  | [ 149 ] |
| «Blueprint»                     | 2020 | Jimmy (VIA)                    | [ 150 ] |
| «Easy»                          | 2020 | Novvkim                        | [ 151 ] |
| «Back Door»                     | 2020 | Bang Jae-yeob                  | [ 152 ] |
| «Ex»                            | 2020 | Novvkim                        | [ 153 ] |
| «Any»                           | 2020 | Невідомий                      |         |
| «God's Menu» (Japanese version) | 2020 | Bang Jae-yeob                  | [ 149 ] |
| «All In»                        | 2020 | Bang Jae-yeob                  | [ 154 ] |
| «Fam»                           | 2020 | Novvkim                        | [ 155 ] |
| «Mixtape: Oh»                   | 2021 | Jimmy                          | [ 156 ] |
| «Thunderous»                    | 2021 | Bang Jae-yeob                  | [ 157 ] |
| «The View»                      | 2021 | Jimmy (VIA)                    | [ 158 ] |
| «Sorry, I Love You»             | 2021 | Невідомий                      |         |
| «Cheese»                        | 2021 | Jeong Nu-ri (Cosmo), Jan' Qui  | [ 159 ] |
| «Red Lights»                    | 2021 | Novvkim                        | [ 160 ] |
| «Surfin'»                       | 2021 | Novvkim                        | [ 161 ] |
| «Gone Away»                     | 2021 | Novvkim                        | [ 162 ] |
| «Secret Secret»                 | 2021 | Невідомий                      |         |
| «Scars»                         | 2021 | Bang Jae-yeob                  | [ 163 ] |
| «Christmas EveL»                | 2021 | Lee Hye-sung (Sushivisual)     | [ 164 ] |
| «Winter Falls»                  | 2021 | Novvkim                        | [ 165 ] |
| «24 to 25»                      | 2021 | Jimmy                          | [ 166 ] |
| «Call»                          | 2021 | Невідомий                      |         |
| «#LoveStay»                     | 2021 | Невідомий                      |         |
| «Maniac»                        | 2022 | Bang Jae-yeob                  | [ 167 ] |
| «Venom»                         | 2022 | Kim In-tae (AFF)               | [ 168 ] |
| «Lonely St.»                    | 2022 | Novvkim                        | [ 169 ] |
| «Freeze»                        | 2022 | Paxq                           | [ 170 ] |
| «Your Eyes»                     | 2022 | Novvkim                        | [ 171 ] |
| «Circus»                        | 2022 | Bang Jae-yeob                  | [ 172 ] |
| «Mixtape: Time Out»             | 2022 | Jimmy (VIA)                    | [ 173 ] |
| «Case 143»                      | 2022 | 725 (SL8 Visual Lab)           | [ 174 ] |
| «Super Board»                   | 2022 | Kim In-tae (AFF)               | [ 175 ] |
| «Chill»                         | 2022 | Wasabimayo                     | [ 176 ] |
| «Give Me Your TMI»              | 2022 | VShop (Vikings League)         | [ 177 ] |
| «Fam» (Korean version)          | 2022 | Hamjae (88GH)                  | [ 178 ] |
| «Fairytale»                     | 2022 | Unknown                        |         |
| «Case 143» (Japanese version)   | 2023 | Kawaisouni                     | [ 179 ] |
| «The Sound»                     | 2023 | Bang Jae-yeob                  | [ 180 ] |
| «S-Class»                       | 2023 | Bang Jae-yeob                  | [ 181 ] |
| «DLC»                           | 2023 | Novvkim                        | [ 182 ] |
| «FNF»                           | 2023 | Soobin Park                    | [ 183 ] |
| «Get Lit»                       | 2023 | Lee Hyun-soo, Hong Jae-hwan    | [ 184 ] |
| «Topline»                       | 2023 | Unknown                        |         |
| «S-Class» (SKZoo version)       | 2023 | Unknown                        |         |
| «Youtiful»                      | 2023 | Unknown                        |         |
| «Super Bowl» (Japanese version) | 2023 | Jeong Nu-ri (Cosmo)            | [ 185 ] |
| «Social Path»                   | 2023 | Novvkim                        | [ 186 ] |

### Інші відео
| Назва                                 | Рік               | Режисер(и)                     | Прим.             |
| Performance video                     | Performance video | Performance video              | Performance video |
| ------------------------------------- | ----------------- | ------------------------------ | ----------------- |
| «Beware»                              | 2018              | Jimmy (BS Pictures)            | [ 187 ]           |
| «Spread My Wings»                     | 2018              | Jimmy (BS Pictures)            | [ 187 ]           |
| «Mirror»                              | 2018              | Jimmy (BS Pictures)            | [ 188 ]           |
| «My Pace» (performance video)         | 2018              | Yong-soo Kim (Highqualityfish) | [ 132 ]           |
| «Voices»                              | 2018              | Jimmy                          | [ 189 ]           |
| «M.I.A.»                              | 2018              | Jimmy                          | [ 190 ]           |
| «I Am You» (performance video)        | 2018              | Yong-soo Kim (Highqualityfish) | [ 134 ]           |
| «Victory Song»                        | 2019              | Jimmy                          | [ 191 ]           |
| «Side Effects» (performance video)    | 2019              | Jimmy                          | [ 192 ]           |
| «Double Knot» (English version)       | 2020              | Novvkim                        | [ 193 ]           |
| «Thunderous» (Japanese version)       | 2021              | Novvkim                        | [ 194 ]           |
| «Case 143» (performance video)        | 2022              | Jimmy                          | [ 195 ]           |
| Street version video                  |                   |                                |                   |
| «Rock»                                | 2018              | Невідомий                      |                   |
| «Insomnia»                            | 2018              | Невідомий                      |                   |
| «Question»                            | 2018              | Невідомий                      |                   |
| «My Side»                             | 2018              | Невідомий                      |                   |
| «N/S»                                 | 2018              | Невідомий                      |                   |
| «Boxer»                               | 2019              | Невідомий                      |                   |
| «Mixtape#4»                           | 2019              | Невідомий                      |                   |
| Lyric video                           |                   |                                |                   |
| «Double Knot» (Japanese version)      | 2020              | Невідомо                       |                   |
| «Going Dumb» (with Alesso and Corsak) | 2021              | Невідомо                       |                   |
| Special video                         |                   |                                |                   |
| «Haven»                               | 2020              | Невідомо                       |                   |
| «Placebo»                             | 2021              | Невідомо                       |                   |
| «There»                               | 2023              | Невідомо                       |                   |

## Нотатки
1. ↑  Альбом Go Live не потрапив у UK Albums Chart, але посів 69 у UK Album Downloads Chart[10].
2. ↑  Альбом Go Live не потрапив у Billboard 200, але посів 3 місце у Heatseekers Albums[13].
3. ↑  Альбом Noeasy не потрапив у SNEP Top Albums, але посів 63 місце Top Physical Albums[17].
4. ↑  Альбом Noeasy не потрапив у UK Albums Chart, але посів 26 місце у Album Downloads Chart[10].
5. ↑  Альбом Noeasy не потрапив у Billboard 200, але посів 4 місце у Heatseekers Albums[13].
6. ↑  Сумарні продажі Noeasy в Японії:
  - Фізичні продажі: 53,300[19]
  - Цифрові продажі: 869[20]
7. ↑  Альбом The Sound не потрапив у UK Albums Chart, але посів 87 місце у Album Downloads Chart[10].
8. ↑  Комбіновані продажі альбому The Sound в Японії:
  - Фізичні продажі: 463,780[23]
  - Цифрові продажі: 2,252[24]
9. ↑  Сумарні продажі 5-Star в Японії:
  - Фізичні продажі: 195,043[27]
  - Цифрові продажі: 4,122[28]
10. ↑  Giant не потрапив у UK Albums Chart, але посів 19 місце у Album Downloads Chart[10].
11. ↑  Загальні продажі Giant в Японії:
  - Фізичні продажі: 506,266[33]
  - Цифрові продажі: 3,013[34]
12. ↑  Збірка SKZ2021не потрапила у Oricon Albums Chart, але посіла 5 місце у Digital Albums Chart[39].
13. ↑  Збірка SKZ-Replay не потрапила у Oricon Albums Chart, але посіла 23 місце у Combined Albums Chart[40].
14. ↑  Мініальбом Mixtape не потрапив у NZ Official Top 40 Albums, але посів 9 місце у NZ Heatseeker Albums[44].
15. ↑  Мініальбом Mixtape не потрапив у Billboard 200, але посів 6 місце у Heatseekers Albums[13].
16. ↑  Мініальбом I Am Not не потрапив у SNEP Top Albums, але посів 155 місце у Top Download Albums[47].
17. ↑  I Am Not не потрапив у NZ Official Top 40 Albums, але посів 9 місце у NZ Heatseeker Albums[48].
18. ↑  Мініальбом I Am Not не потрапив у Billboard 200, але посів 23 місце у Heatseekers Albums[13].
19. ↑  Мініальбом I Am Who не потрапив у SNEP Top Albums, але посів 81 місце у Top Download Albums[51].
20. ↑  Мініальбом I Am Who не потрапив у Billboard 200, але посів 15 місце у Heatseekers Albums[13].
21. ↑  Мініальбом I Am You не потрапив у SNEP Top Albums, але посів 81 місце у Top Download Albums[54].
22. ↑  Мініальбом I Am You не потрапив у Billboard 200, але посів 16 місце у Heatseekers Albums[13].
23. ↑  Мініальбом Clé 1: Miroh не потрапив у SNEP Top Albums, але посів 47 місце у Top Download Albums[58].
24. ↑  Мініальбом Clé 1: Miroh не потрапив у UK Albums Chart, але посів 63 місце у Album Downloads Chart[10].
25. ↑  Мініальбом Clé 1: Miroh не потрапив у Billboard 200, але посів 13 місце у Heatseekers Albums[13].
26. ↑  Мініальбом Clé 2: Yellow Wood не потрапив у SNEP Top Albums, але посів 69 місце у Top Download Albums[61].
27. ↑  Мініальбом Clé 2: Yellow Wood не потрапив у Billboard 200, але посів 17 місце у Heatseekers Albums[13].
28. ↑  Мініальбом Clé: Levanter не потрапив у UK Albums Chart, але посів 63 місце у Album Downloads Chart[10].
29. ↑  Мініальбом Clé: Levanter не потрапив у Billboard 200, але посів 18 місце у Heatseekers Albums[13].
30. ↑  Мініальбом Oddinary не потрапив у SNEP Top Albums, але посів 63 місце у Top Physical Albums[67].
31. ↑  Комбіновані продажі мініальбомуOddinary в Японії:
  - Фізичні продажі: 63,447[69]
  - Цифрові продажі: 1,017[70]
32. ↑  Мініальбом Circus не потрапив у ARIA Top 100 Albums Chart, але посів 12 місце у Physical Albums Chart[72].
33. ↑  Сумарні продажі Maxident в Японії:
  - Фізичні продажі: 104,198[74]
  - Цифрові продажі: 1,938[75]
34. ↑  Сумарні продажі Social Path / Super Bowl (Japanese Ver.) в Японії:
  - Фізичні продажі: 578,220[77]
  - Цифрові продажі: 747[78]
35. ↑  Сумарні продажі Rock-Star в Японії:
  - Фізичні продажі: 220,176[80]
  - Цифрові продажі: 3,938[81]
36. ↑  Сингл «My Pace (Japanese ver.)» не потрапив у Oricon Singles Chart, але посів 21 місце у Streaming Chart[96].
37. ↑  Сингл «Double Knot (Japanese ver.)» не потрапив у Oricon Singles Chart, але посів 25 місце у Streaming Chart[96].
38. ↑  Сингл «Double Knot» не потрапив у Billboard Japan Hot 100, але посів 48 місце у Streaming Songs[97].
39. ↑  Сингл «God's Menu» не потрапив у Gaon Digital Chart, але посів 144 місце у Download Chart[99].
40. ↑  Сингл «Back Door» не потрапив у Gaon Digital Chart, але посів 11 місце у Download Chart[100] та 45 місце у BGM Chart[101].
41. ↑  Сингл «Going Dumb» не потрапив у Gaon Digital Chart, але посів 178 місце у Download Chart[102].
42. ↑  Сингл «Mixtape: Oh» не потрапив у Gaon Digital Chart, але посів 18 місце у Download Chart[103] та 97 місце у BGM Chart[104].
43. ↑  "Mixtape: Oh" не потрапив у Billboard Japan Hot 100, але посів 59 on the Download Songs.[105]
44. ↑  Сингл «Thunderous» не потрапив у UK Singles Chart, але посів 80 місце у UK Singles Downloads Chart та 82 місце у UK Singles Sales Chart[10].
45. ↑  Сингл «Scars» (Korean version) не потрапив у Gaon Digital Chart, але посів 114 місце у Download Chart[107].
46. ↑  Сингл «Christmas EveL» не потрапив у Billboard Japan Hot 100, але посів 51 місце у Download Songs[108].
47. ↑  Сингл «Christmas EveL» не потрапив у Billboard Global 200, але посів 197 місце у Global Excl. US[109].
48. ↑  Сингл «Circus» (Korean version) не потрапив у Circle Digital Chart, але посів 34 місце у Download Chart[111].
49. ↑  Сингл «Mixtape: Time Out» не потрапив у Gaon Digital Chart, але посів 29 місце у Download Chart[112].
50. ↑  Сингл «Mixtape: Time Out» не потрапив у Oricon Singles Chart, але посів 36 місце у Digital Singles Chart[113].
51. ↑  Сингл «Mixtape: Time Out» не потрапив у Billboard Japan Hot 100, але посів 37 місце у Download Songs[114].
52. ↑  Сингл «Case 143» не потрапив у UK Singles Chart, але посів 73 місце у Singles Downloads Chart та 74 місце у Singles Sales Chart[10].
53. ↑  Сингл «The Sound» (Korean version) не потрапив у Circle Digital Chart, але посів 26 місце у Download Chart[112].
54. ↑  Сингл «Super Bowl» вийшов у червні 2023 як частина третього студійного альбому 5-Star. Пізніше була випущена японська версія пісні, яка вийшла окремим синглом у серпні 2023[116].
55. ↑  Сингл «Super Bowl» не потрапив у Circle Digital Chart, але посів 21 місце у Download Chart[112].
56. ↑  Сингл «Super Bowl» (Japanese ver.) не потрапив у Oricon Singles Chart, але посів 42 місце у Digital Singles Chart[113] та 43 місце у Streaming Chart[96].
57. ↑  Сингл «Lose My Breath» не потрапив у Gaon Digital Chart, але посів 52 місце у Download Chart[117] та 78 місце у BGM Chart[118].
58. ↑  Сингл «Lose My Breath» не потрапив у ARIA Singles Chart, але посів 44 місце у Digital Track Chart та 7 місце у Hitseekers Chart[119].
59. ↑  Сингл «Lose My Breath» не потрапив у Canadian Hot 100, але посів 42 місце у Canadian Digital Song Sales[120].
60. ↑  Пісня «Ex» не потрапила у Gaon Digital Chart, але посіла 175 місце у Download Chart[100].
61. ↑  Пісня «Cheese» не потрапила у Gaon Digital Chart, але посіла 19 місце у Download Chart[121].
62. ↑  Пісня «Domino» не потрапила у Gaon Digital Chart, але посіла 17 місце у Download Chart[121], а англійська версія пісні посіла 181 місце[122].
63. ↑  Пісня «Ssick» не потрапила у Gaon Digital Chart, але посіла 27 місце у Download Chart[121].
64. ↑  Пісня «The View» не потрапила у Gaon Digital Chart, але посіла 21 місце у Download Chart[121].
65. ↑  Пісня «Sorry, I Love You» не потрапила у Gaon Digital Chart, але посіла 22 місце у Download Chart[121].
66. ↑  Пісня «Silent Cry» не потрапила у Gaon Digital Chart, але посіла 23 місце у Download Chart[121].
67. ↑  Пісня «Secret Secret» не потрапила у Gaon Digital Chart, але посіла 24 місце у Download Chart[121].
68. ↑  Пісня «Star Lost» не потрапила у Gaon Digital Chart, але посіла 26 місце у Download Chart[121].
69. ↑  Пісня «Red Lights» не потрапила у Gaon Digital Chart, але посіла 30 місце у Download Chart[121].
70. ↑  Пісня «Surfin'» не потрапила у Gaon Digital Chart, але посіла 29 місце у Download Chart[121].
71. ↑  Пісня «Gone Away» не потрапила у Gaon Digital Chart, але посіла 25 місце у Download Chart[121].
72. ↑  Пісня «24 to 25» не потрапила у Gaon Digital Chart, але посіла 115 місце у Download Chart[122].
73. ↑  Пісня «Venom» не потрапила у Gaon Digital Chart, але посіла 16 місце у Download Chart[123].
74. ↑  Пісня «Venom» не потрапила у Billboard Japan Hot 100, але посіла 73 місце у Download Songs[124].
75. ↑  Пісня «Charmer» не потрапила у Gaon Digital Chart, але посіла 21 місце у Download Chart[123].
76. ↑  Пісня «Charmer» не потрапила у Billboard Japan Hot 100, але посіла 100 місце у Download Songs[124].
77. ↑  Пісня «Freeze» не потрапила у Gaon Digital Chart, але посіла 22 місце у Download Chart[123].
78. ↑  Пісня «Freeze» не потрапила у Billboard Japan Hot 100, але посіла 91 місце у Download Songs[124].
79. ↑  Пісня «Lonely St.» не потрапила у Gaon Digital Chart, але посіла 20 місце у Download Chart[123].
80. ↑  Пісня «Lonely St.» не потрапила у Billboard Japan Hot 100, але посіла 90 місце у Download Songs[124].
81. ↑  Пісня «Waiting for Us» не потрапила у Gaon Digital Chart, але посіла 25 місце у Download Chart[123].
82. ↑  Пісня «Muddy Water» не потрапила у Gaon Digital Chart, але посіла 26 місце у Download Chart[123].
83. ↑  Пісня «Heyday» не потрапила у Circle Digital Chart, але посіла 118 місце у Download Chart[125].
84. ↑  Пісня «Chill» не потрапила у Circle Digital Chart, але посіла 26 місце у Download Chart[111].
85. ↑  Пісня «Give Me Your TMI» не потрапила у Circle Digital Chart, але посіла 30 місце у Download Chart[111].
86. ↑  Пісня «Super Board» не потрапила у Circle Digital Chart, але посіла 33 місце у Download Chart[111].
87. ↑  Пісня «3Racha» не потрапила у Circle Digital Chart, але посіла 36 місце у Download Chart[111].
88. ↑  Пісня «Taste» не потрапила у Circle Digital Chart, але посіла 32 місце у Download Chart[111].
89. ↑  Пісня «Can't Stop» не потрапила у Circle Digital Chart, але посіла 31 місце у Download Chart[111].
90. ↑  Пісня «Fam (Korean version)» не потрапила у Circle Digital Chart, але посіла 24 місце у Download Chart[126].
91. ↑  Пісня «Limbo» не потрапила у Circle Digital Chart, але посіла 150 місце у Download Chart[126].
92. ↑  Пісня «Love Untold» не потрапила у Circle Digital Chart, але посіла 189 місце у Download Chart[126].
93. ↑  Пісня «Deep End» не потрапила у Circle Digital Chart, але посіла 178 місце у Download Chart[126].
94. ↑  Пісня «Stars and Raindrops» не потрапила у Circle Digital Chart, але посіла 195 місце у Download Chart[126].
95. ↑  Пісня «Hall of Fame» не потрапила у Circle Digital Chart, але посіла 15 місце у Download Chart[112].
96. ↑  Пісня «Item» не потрапила у Circle Digital Chart, але посіла 20 місце у Download Chart[112].
97. ↑  Пісня «Topline» не потрапила у Circle Digital Chart, але посіла 16 місце у Download Chart[112].
98. ↑  Пісня «DLC» не потрапила у Circle Digital Chart, але посіла 17 місце у Download Chart[112].
99. ↑  Пісня «Get Lit» не потрапила у Circle Digital Chart, але посіла 18 місце у Download Chart[112].
100. ↑  Пісня «Collision» не потрапила у Circle Digital Chart, але посіла 19 місце у Download Chart[112].
101. ↑  Пісня «FNF» не потрапила у Circle Digital Chart, але посіла 22 місце у Download Chart[112].
102. ↑  Пісня «Youtiful» не потрапила у Circle Digital Chart, але посіла 23 місце у Download Chart[112].
103. ↑  пісня «Butterflies» не потрапила у Billboard Japan Hot 100, але посіла 71 місце у Download Songs[127].